# 胡九蟬
胡九蟬（1969年8月16日—），名貴鈞，號九蟬，祖籍福建永定，出生於臺灣新竹，台灣嶺南畫派畫家、易經學者。年少入嶺南畫派名家歐豪年先生畫室啟蒙，畢業於廣州美術學院中國畫系文學碩士，尤擅大寫意水墨創作，並喜研儒、釋、道三教經典。

## 生平紀要
中國廣州畫院專職畫家吳潔聰評論其創作風格為:有良好傳統基礎，及更多的自我開發。胡九蟬畫面的構成、色彩、用水、用墨、用筆等，皆有前賢大家之風采，有八大山人的空、青藤的靈、金農的拙、吳昌碩的厚、齊白石的趣、李苦禪的韻，還有民間藝術的樸實和略似卡通畫可愛的造型，融會其中以期大成。
胡九蟬还成立有胡說草堂文化會館。

## 出版書籍

### 水墨藝術
- 〈中國當代藝術名家風範－胡九蟬國畫精選〉北京工藝美術出版社
- 〈寫意藝術經典01－一池落花兩樣情－胡九蟬畫集〉教育之友文化出版社
- 〈寫意藝術經典02－胡九蟬寫意畫基礎示範〉教育之友文化出版社

### 易道國學
- 〈智慧經典－易經開門〉渠成文化出版

## 年表紀要

### 主要經歷
- 廣東粵秀書院－副院長及教授
- 胡說草堂藝文會館－館長
- 廣州畫院－特聘研究員
- 深圳大學藝術設計學院－客座教授
- 肇慶學院黎雄才美術學院－客座教授
- 台灣新生報－特約藝文主筆
- 中華易學教育研究院－榮譽院長
- 新竹易學教育研究院－院長

### 獲獎紀錄
2019 第13屆中國全國美術作品展：〈花語無言－入選〉
2014 第12屆中國全國美術作品展：〈悠然自得－入選〉
```
    全國社會教育：〈資深優良教師獎〉
    
新竹
社會教育：〈師鐸獎〉
```

## 外部連結
- （繁體中文） . （原始内容存档于2019-10-02）.
- （繁體中文） . （原始内容存档于2019-10-03）.